# Emām Deh
Emām Deh (persiska: چاه قَلعِه, شاه كيلِه, Shā Kīleh, Emāmdeh, شا كيله, امامده, امام ده) är en ort i Iran.   Den ligger i provinsen Mazandaran, i den norra delen av landet, 230 km nordost om huvudstaden Teheran. Antalet invånare är 416.
Terrängen runt Emām Deh är platt åt nordväst, men åt sydost är den kuperad. Runt Emām Deh är det ganska tätbefolkat, med 72 invånare per kvadratkilometer. Närmaste större samhälle är Behshahr, 7,9 km söder om Emām Deh. Trakten runt Emām Deh består till största delen av jordbruksmark.